# Amphiophiura vemae
Amphiophiura vemae är en ormstjärneart som beskrevs av Kyte 1987. Amphiophiura vemae ingår i släktet Amphiophiura och familjen fransormstjärnor. Inga underarter finns listade i Catalogue of Life.